# Rolla (Gervex)
Pour les articles homonymes, voir Rolla.
Rolla est un tableau d'Henri Gervex peint en 1878 et conservé au musée des Beaux-Arts de Bordeaux. 

## Historique de l'œuvre
Le tableau illustre une scène tirée d'un long poème romantique d'Alfred de Musset portant le même titre. 
Le tableau, initialement admis, est exclu du Salon de 1878 avant son ouverture par le superintendant. Le corset au premier plan, suggéré au peintre par Edgar Degas, faisant scandale car celui-ci renforce la description de la jeune femme comme prostituée. 
L’œuvre est ensuite visible pendant trois mois dans une galerie du boulevard des Capucines et suscite une importante attention du public.

## Description
Cette peinture à l'huile sur toile représente une femme nue regardée par un homme debout près de son lit. Le jeune homme représente Jacques Rolla, un bourgeois, et la jeune femme est Marion, une prostituée pour laquelle Ellen André pose. Elle refuse cependant que son visage soit peint et quelqu'un d'autre pose à sa place.